# هامچانگ-وپ
هامچانگ-وپ (به لاتین: Hamchang-eup) یک منطقهٔ مسکونی در کره جنوبی است.